# Polinomi mínim (àlgebra lineal)
En àlgebra lineal, el polinomi mínim μA d'una matriu A n × n  sobre un camp F és el polinomi mònic P sobre F de grau mínim tal que P(A) = 0. Qualsevol altre polinomi Q amb Q(A) = 0 és un múltiple (polinomi) de μA.
Les tres afirmacions següents són equivalents :
1. λ és una arrel de μA,
2. λ és una arrel del polinomi característic χA de A,
3. λ és un valor propi de la matriu A

La multiplicitat d'una arrel λ de μA és la potència més gran m tal que ker((A − λIn)m) conté estrictament ker((A − λIn)m−1). En altres paraules, augmentar l'exponent fins a m donarà nuclis cada cop més grans, però augmentar l'exponent més enllà de m només donarà el mateix nucli.
Si el camp F no està tancat algebraicament, aleshores els polinomis mínims i característics no necessiten factoritzar només segons les seves arrels (en F ), és a dir, poden tenir factors polinomials irreductibles de grau superior a 1. Per als polinomis irreductibles P es tenen equivalències semblants:
1. P divideix μA,
2. P divideix χA,
3. el nucli de P(A) té una dimensió almenys 1.
4. el nucli de P(A) té una dimensió almenys deg(P).

Igual que el polinomi característic, el polinomi mínim no depèn del camp base. En altres paraules, considerar la matriu com una amb coeficients en un camp més gran no canvia el polinomi mínim. La raó d'això difereix del cas del polinomi característic (on és immediat a partir de la definició de determinants), és a dir, pel fet que el polinomi mínim està determinat per les relacions de dependència lineal entre les potències de A : ampliant el camp base. no introduirà cap relació nova d'aquest tipus (ni, per descomptat, eliminarà les existents).
El polinomi mínim és sovint el mateix que el polinomi característic, però no sempre. Per exemple, si A és un múltiple aIn de la matriu identitat, aleshores el seu polinomi mínim és X − a ja que el nucli de aIn − A = 0 ja és tot l'espai; en canvi el seu polinomi característic és (X − a)n (l'únic valor propi és a, i el grau del polinomi característic és sempre igual a la dimensió de l'espai). El polinomi mínim sempre divideix el polinomi característic, que és una manera de formular el teorema de Cayley-Hamilton (per al cas de matrius sobre un camp).

## Definició formal
Donat un endomorfisme T en un espai vectorial de dimensió finita V sobre un camp F, sigui IT el conjunt definit com
{\displaystyle {\mathit {I}}_{T}=\{p\in \mathbf {F} [t]\mid p(T)=0\},}
on F[t ] és l'espai de tots els polinomis sobre el camp F. IT és un ideal propi de F[t ]. Com que F és un camp, F[t ] és un domini ideal principal, per tant qualsevol ideal és generat per un únic polinomi, que és únic fins a una unitat en F. Es pot fer una elecció particular entre els generadors, ja que precisament un dels generadors és monic. Així, el polinomi mínim es defineix com el polinomi mònic que genera IT. És el polinomi mònic de grau mínim en IT.

## Aplicacions
Un endomorfisme φ d'un espai vectorial de dimensions finites sobre un camp F és diagonalitzable si i només si el seu polinomi mínim factoritza completament sobre F en factors lineals diferents. El fet que només hi hagi un factor X − λ per a cada valor propi λ significa que l'espai propi generalitzat per a λ és el mateix que l'espai propi per a λ: cada bloc de Jordan té una mida 1. De manera més general, si φ compleix una equació polinòmica P(φ) = 0 on P factor en diferents factors lineals sobre F, llavors serà diagonalitzable: el seu polinomi mínim és un divisor de P i, per tant, també factor en diferents factors lineals. En concret un té:
- P = X k − 1: els endomorfismes d'ordre finit d'espais vectorials complexos són diagonalitzables. Per al cas especial k = 2 d'involucions, això és fins i tot cert per als endomorfismes d'espais vectorials sobre qualsevol camp de característica diferent de 2, ja que X 2 − 1 = (X − 1)(X + 1) és una factorització en diferents factors. sobre un camp així. Aquesta és una part de la teoria de la representació de grups cíclics.
- P = X 2 − X = X(X − 1): els endomorfismes que compleixen φ2 = φ s'anomenen projeccions, i sempre són diagonalitzables (a més, els seus únics valors propis són 0 i 1).
- Per contra, si μφ = X k amb k ≥ 2, llavors φ (un endomorfisme nilpotent) no és necessàriament diagonalitzable, ja que X k té una arrel repetida 0.

Aquests casos també es poden demostrar directament, però el polinomi mínim dóna una perspectiva i una demostració unificades.